# Systerkromatid

Faderns (blå) kromosom och moderns (rosa) kromosom är homologa kromosomer. Efter kromosomal DNA-replikation består den blå kromosomen av två identiska systerkromatider och den rosa kromosomen består av två identiska systerkromatider. Vid mitos separeras systerkromatiderna i dottercellerna, men de kallas nu för kromosomer (snarare än kromatider) mycket på det sätt som ett barn inte kallas en enskild tvilling.

Schematiskt karyogram av en människa, som visar en diploid uppsättning kromosomer som ses i G0- och G1-faserna av cellcykeln (före DNA-syntes), inklusive kromosom 3-paret till vänster i blå ruta längst upp i mitten. Till höger i den rutan visar den också kromosom 3-paret efter DNA-syntes men före celldelning (inklusive G2-fasen och metafasen), där varje parad "kromosomarm" är en systerkromatid.

Systerkromatider är två identiska DNA-kedjor som sitter ihop, och som bildas när en kromosom replikeras under celldelningen. Med andra ord kan en systerkromatid också sägas vara "hälften" av den duplicerade kromosomen. Ett par systerkromatider kallas en dyad. Systerkromatiderna bildas under S-steget av interfasen, då alla cellens kromosomer replikeras. Under mitos eller under den andra delningen av meios separeras de två systerkromatiderna från varandra, och hamnar sedan i två olika celler.
Det finns bevis för att hos vissa arter är systerkromatider den föredragna mallen för DNA-reparation. Systerkromatidsammanhållning är avgörande för korrekt distribution av genetisk information mellan dotterceller och reparation av skadade kromosomer. Defekter i denna process kan leda till aneuploidi och cancer, särskilt när kontrollpunkter inte kan upptäcka DNA-skador eller när felaktigt fästa mitotiska spindlar inte fungerar korrekt.

## Mitos

Kondensation och upplösning av mänskliga systerkromatider i tidig mitos.

Mitotisk rekombination är främst ett resultat av DNA-reparationsprocesser som svarar på spontana eller inducerade skador. Homolog rekombinationell reparation under mitos är till stor del begränsad till interaktion mellan närliggande systerkromatider som är närvarande i en cell efter DNA-replikation men före celldelning. På grund av den speciella närliggande relationen de delar, är systerkromatider inte bara att föredra framför avlägsna homologa kromatider som substrat för rekominerande reparation, utan har kapacitet att reparera mer DNA-skador än homologer.

## Meios
Studier med spirande jäst Saccharomyces cerevisiae visar att rekombination mellan syster sker ofta under meios, och upp till en tredjedel av alla rekombinationshändelser inträffar mellan systerkromatider.